# آئودی کیو۸
آئودی کیو۸ (به انگلیسی: Audi Q8) یک خودروی کراس‌اوور اندازه متوسط لوکس می‌باشد که توسط آئودی ساخته شده‌است و از سال ۲۰۱۸ تولید می‌شود. این خودرو پرچمدار مدل‌های اس‌یووی آئودی است و در خط تولید فولکس‌واگن در براتیسلاوا تولید می‌شود.

## بررسی
ب‌ام‌و ایکس۶ در اواسط سال ۲۰۰۰ میلادی سبک اس‌یووی کوپه را معرفی کرد. آئودی هرگز یک رقیب مستقیم برای محصول ب‌ام‌و عرضه نمی‌کند، اما قصد دارد تا با یک شکل بدنه جدید موفق‌تر شود.
اس‌یووی‌ها، به ویژه در بخش لوکس، به‌طور فزاینده‌ای محبوب هستند و انتظار می‌رود کیو۸ بیشتر از مدل ای۸ مشتری داشته باشد.
آئودی کیو۸ در تاریخ ۹ ژانویه ۲۰۱۷ در نمایشگاه بین‌المللی خودروی آمریکای شمالی (NAIAS) در شهر دیترویت واقع در ایالات متحده، در قالب یک مدل مفهومی رونمایی شد.

## طراحی
آئودی کیو۸ اولین مدل شاسی‌بلند طراحی شده توسط رئیس جدید بخش طراحی آئودی، مارک لیچت است، و یک زبان طراحی جدید برای آئودی معرفی کرد. این خودرو در طراحی از خودروی آئودی کواترو محصول دهه ۱۹۸۰ الگوبرداری کرده‌است. این خودرو به عنوان اولین پیش قدم در کراس‌اوور‌ها و اس‌یووی‌ها با چراغ‌های لیزری و تایلمپ عرضه می‌شود. نمونهٔ مفهومی این خودرو دارای سیستم داخلی MMI (که این خودرو را از دستگیره در بی‌نیاز کرده)، سه صفحه نمایش لمسی و یک کابین خلوت مجازی بزرگ است.

## نگارخانه

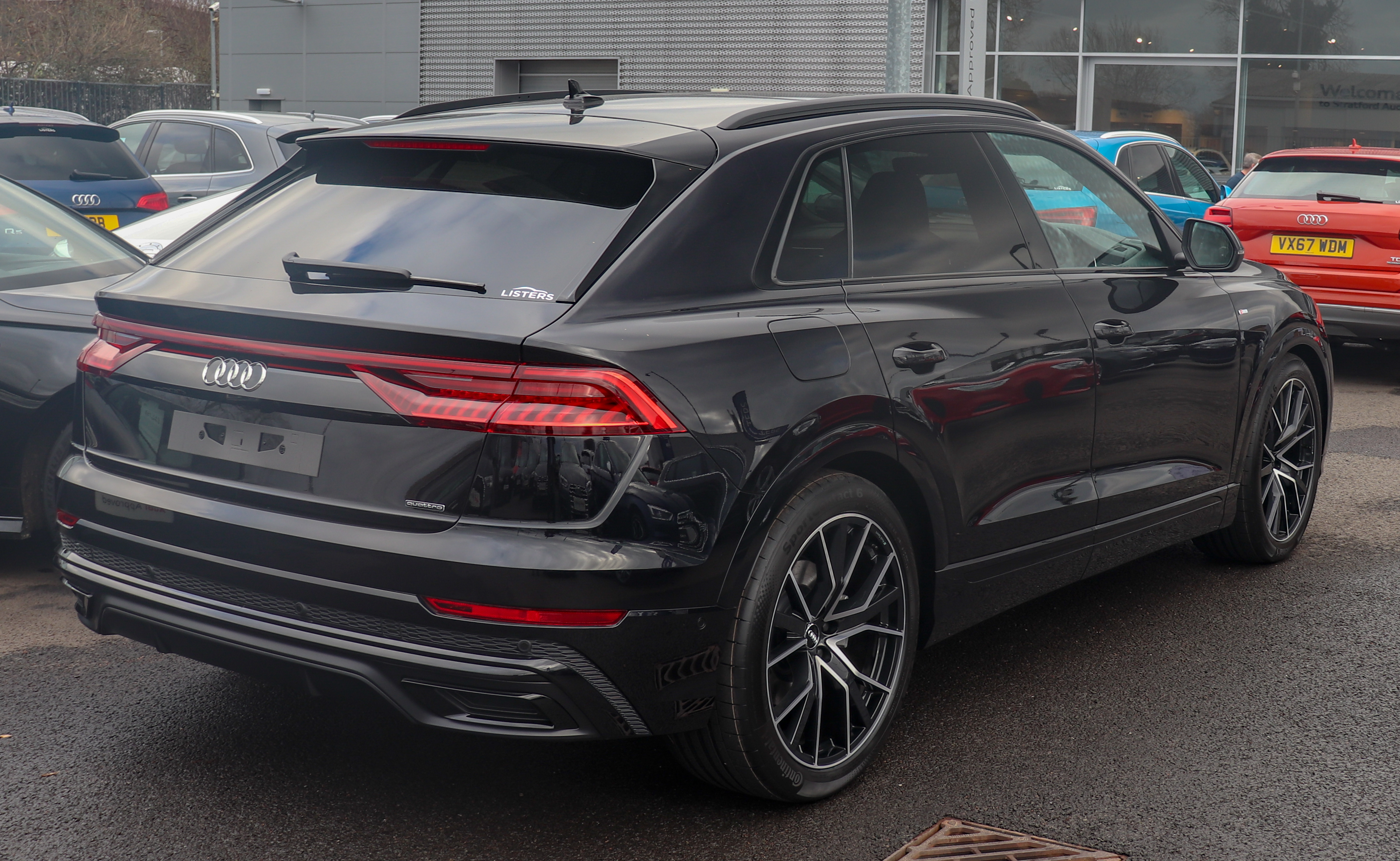
نمای عقب
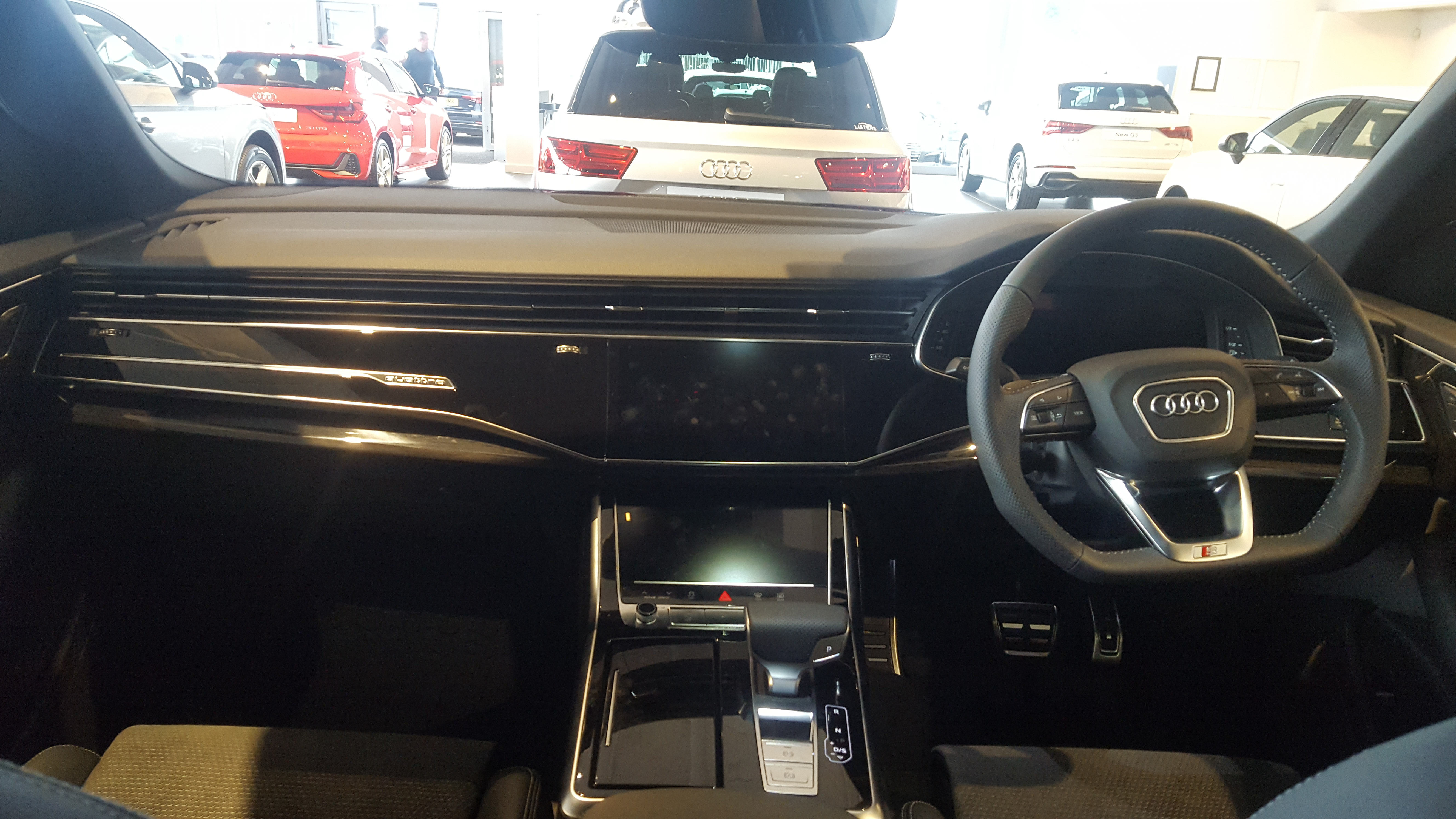
نمای کابین
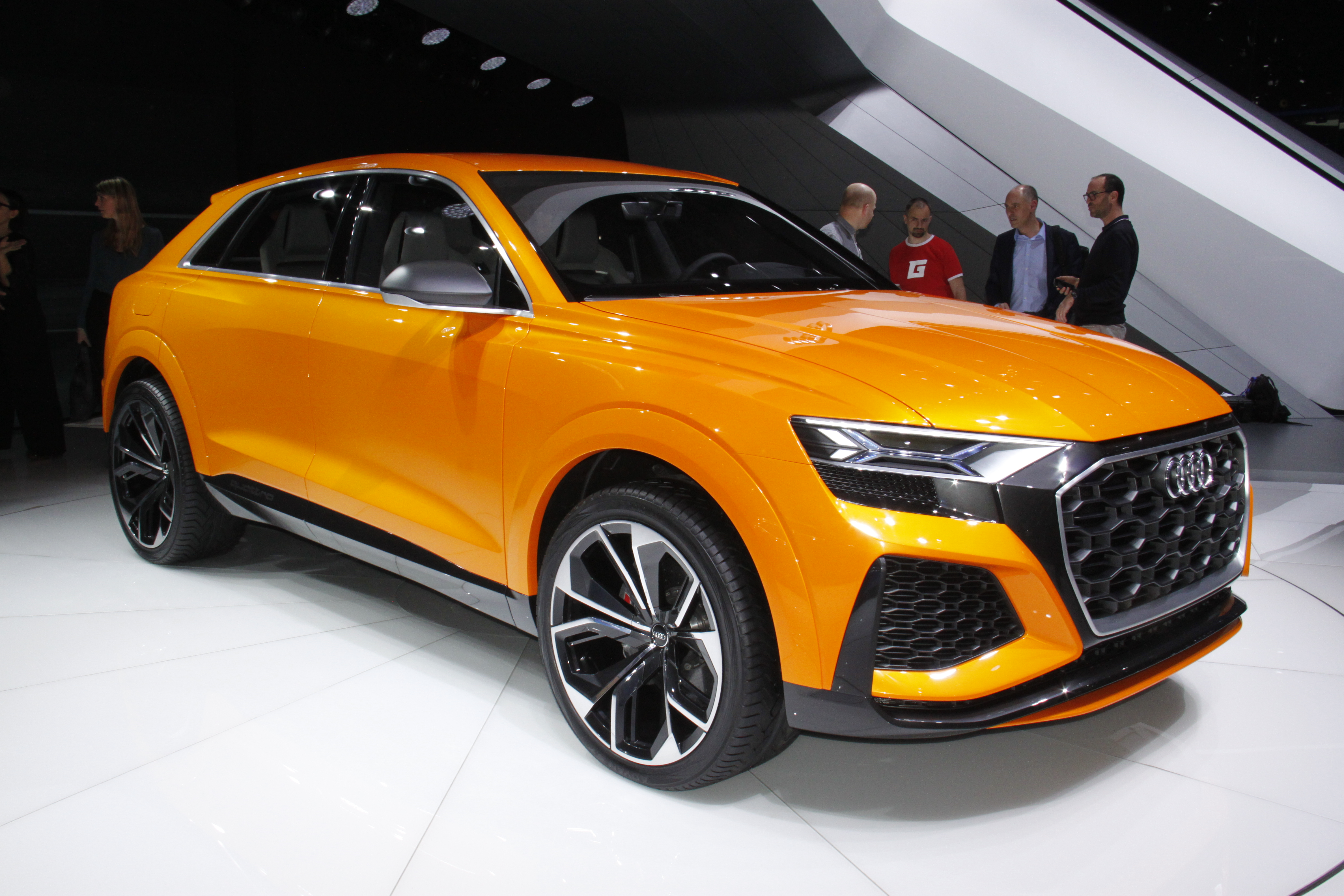
آئودی کیو۸ اسپرت مفهومی